# 33-тє командування особливого призначення
XXXIII (33-тє) головне командування особливого призначення (нім. Höheres-Kommando z.b.V. XXXIII) — спеціальне головне командування особливого призначення Сухопутних військ Вермахту за часів Другої світової війни. 23 січня 1943 перетворене на XXXIII армійський корпус.

## Історія
XXXIII головне командування особливого призначення почало формування 15 жовтня 1939 року у VI військовому окрузі в Оппельні, як 3-тє Командування прикордонної охорони (нім. Grenzschutzabschnittskommando 2). 18 жовтня 1939 командування перейменоване на XXXIII-е головне командування особливого призначення з виконанням завдань на півдні окупованої Польщі.
16 листопада 1939 року Командування перейменоване на XXXIII головне командування й згодом передислоковане до Дортмунда. З березня 1940 року командування перенацілене на виконання завдань щодо охорони німецько-швейцарського кордону з дислокацією штаб-квартири у Фрайбурзі. У Французькій кампанії 33-тє командування взяло участь у бойових діях на фінальній стадії операції «Рот» й діяло на південному фланзі німецьких військ, наступаючи з 15 червня 1940 з німецько-французького кордону на Бельфор-Мюлуз.
У липні-серпні 1940 року командування передислоковане до Норвегії крізь Ольборг у Данії та Осло. У серпні 33-тє командування зосередилося в районі поблизу Тронгейма, де приступило до виконання завдань з окупації центральної частини країни. На формування командування покладалися задачі берегової охорони норвезького узбережжя, захист транспортних магістралей та протиповітряна оборона регіону. Водночас, на фондах командування здійснювалася підготовка резервів у Олесунн, Крістіансунн, Тронгейм, Буде й Нарвік. 23 січня 1943 року в ході реорганізації німецьких військ на Заході переформоване на XXXIII армійський корпус.

## Райони бойових дій
- Генеральна губернія (жовтень 1939 — березень 1940);
- Німеччина (березень — червень 1940);
- Франція (червень 1940 — липень 1940);
- Норвегія (липень 1940 — травень 1940).

## Командування

### Командири
- генерал-лейтенант, з 1 грудня 1940 генерал кінноти Георг Брандт (нім. Georg Brandt) (18 жовтня 1939 — 30 квітня 1942);
- генерал від інфантерії Вальтер Фішер фон Вайкершталь (нім. Walther Fischer von Weikersthal) (30 квітня — 15 червня 1942);
- генерал-лейтенант, з 1 вересня 1942 генерал артилерії Ервін Енгельбрехт (нім. Erwin Engelbrecht) (15 червня 1942 — 23 січня 1943).

### Підпорядкованість
| Час      | Армія                 | Група армій (округ) | Штаб           |
| -------- | --------------------- | ------------------- | -------------- |
| 1939     |                       |                     |                |
| грудень  | 6-та армія            | Група армій «B»     | Нижній Рейн    |
| 1940     |                       |                     |                |
| січень   | 6-та армія            | Група армій «B»     | Нижній Рейн    |
| березень | 7-ма армія            | Група армій «C»     | Верхній Рейн   |
| липень   | 12-та армія           | Група армій «C»     | Східна Франція |
| серпень  | XXI-а армійська група | ОКВ                 | Тронгейм       |
| 1941     |                       |                     |                |
| січень   | Армія «Норвегія»      | ОКВ                 | Тронгейм       |
| 1942     |                       |                     |                |
| січень   | Армія «Норвегія»      | ОКВ                 | Тронгейм       |
| 1943     |                       |                     |                |
| січень   | Армія «Норвегія»      | ОКВ                 | Тронгейм       |

## Бойовий склад 33-го командування особливого призначення
Формування управління, забезпечення та підтримки
- 433-тє управління корпусного постачання (Korps-Nachschubtruppen 433);
- 433-й корпусний батальйон зв'язку (Korps-Nachrichten-Abteilung 433);
- XXXIII-й польовий навчальний батальйон (Feldersatz Bataillon XXXIII).

- 19-та піхотна дивізія (19. Infanterie-Division);
- 207-ма піхотна дивізія (207. Infanterie-Division);
- 526-та піхотна дивізія (526. Infanterie-Division).

- 554-та піхотна дивізія (554. Infanterie-Division);
- 556-та піхотна дивізія (556. Infanterie-Division).

- 21-ша піхотна дивізія (21. Infanterie-Division);
- 73-тя піхотна дивізія (73. Infanterie-Division).

- 181-ша піхотна дивізія (181. Infanterie-Division);
- 196-та піхотна дивізія (196. Infanterie-Division).

- 181-ша піхотна дивізія;
- 196-та піхотна дивізія.

- 181-ша піхотна дивізія;
- 196-та піхотна дивізія;
- 702-га піхотна дивізія (702. Infanterie-Division).

- 181-ша піхотна дивізія;
- 196-та піхотна дивізія;
- 702-га піхотна дивізія.